# Eberl (Miesbach)
Eberl ist ein Gemeindeteil von Miesbach auf der Gemarkung Wies im oberbayerischen Landkreis Miesbach.

## Ortsbeschreibung
Die Einöde Eberl liegt 2,5 km nordwestlich von Miesbach.

## Name
Der Ortsname Eberl bezieht sich wohl entweder auf eine Abkürzung aus Eberhard oder auf einen Personennamen mit dem Wortstamm Eb: Epil, Epilo, Ebilo, neuhochdeutsch Ebel, ähnlich wie bei Aibling oder Epilinga für Nachkommen des Epilo.

## Bevölkerungsentwicklung
Um 1871 lebten in Eberl 10 Einwohner. In den 1950er Jahren stieg die Bevölkerungszahl auf 23. Im Mai 1987 gab es neun Einwohner in zwei Wohngebäuden, die in vier Wohnungen aufgeteilt waren.
| Jahr      | 1871 | 1925 | 1950 | 1970 | 1987 |
| Einwohner | 10   | 19   | 23   | 11   | 9    |